# TBL (ferrocarril)
La TBL (Transmission baliza-locomotive) es un sistema de repetición de señales (TBL1/1+) y de señalización de cabina (TBL2/3) desarrollado por ACEC (ahora Alstom). Se emplea, entre otros sitios, en Bélgica y en Hong Kong. Las informaciones son transmitidas por balizas o por bucles. El sistema está siempre en funcionamiento.

## Versiones

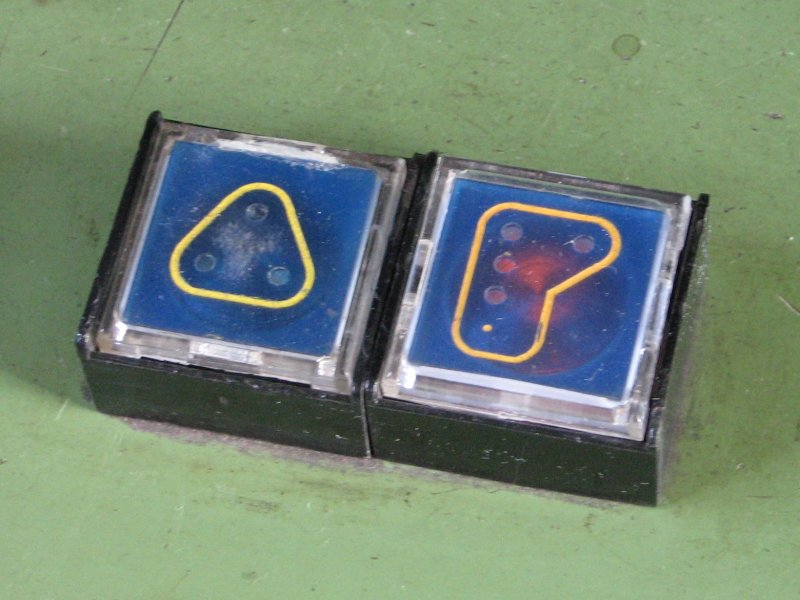
Los botones-pulsadores TBL 1:
Gran Movimiento (Derecha, encendido) Pequeño Movimiento(izquierda)

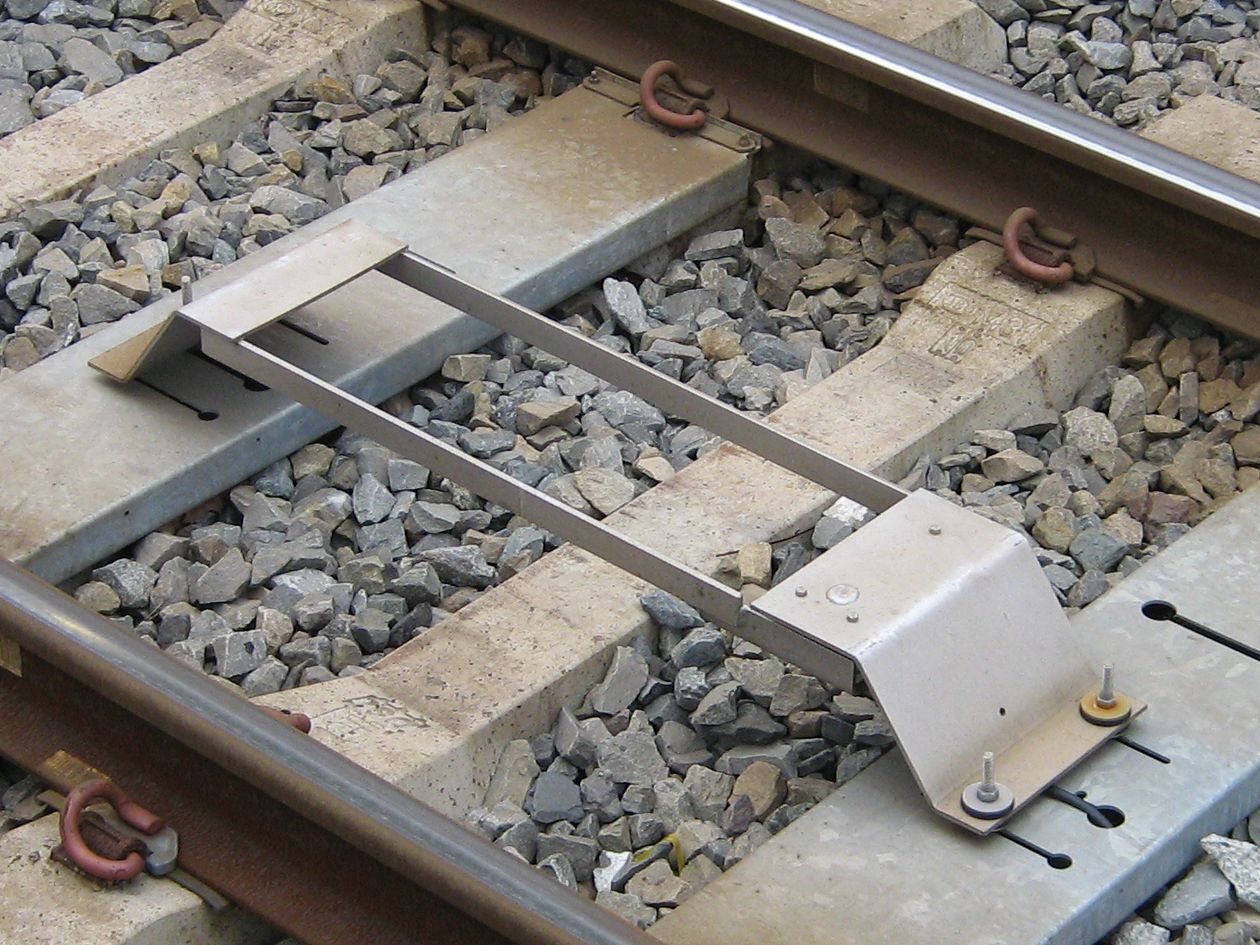
Una baliza TBL 1

### TBL 1
Sistema de repetición de señales (funciona igual al Memor para señales restrictivas, y el "gong-sifflet" para las señales verdes) y parada automática (función STOP) cuando se pasa un semáforo cerrado. El tipo de movimiento es indicado en el tablero de a bordo por dos botones luminosos.
El sistema emplea además de las informaciones recibidas desde las balizas, los impulsos de los crocodiles ("gong-sifflet" o Memor).

### TBL 2/3

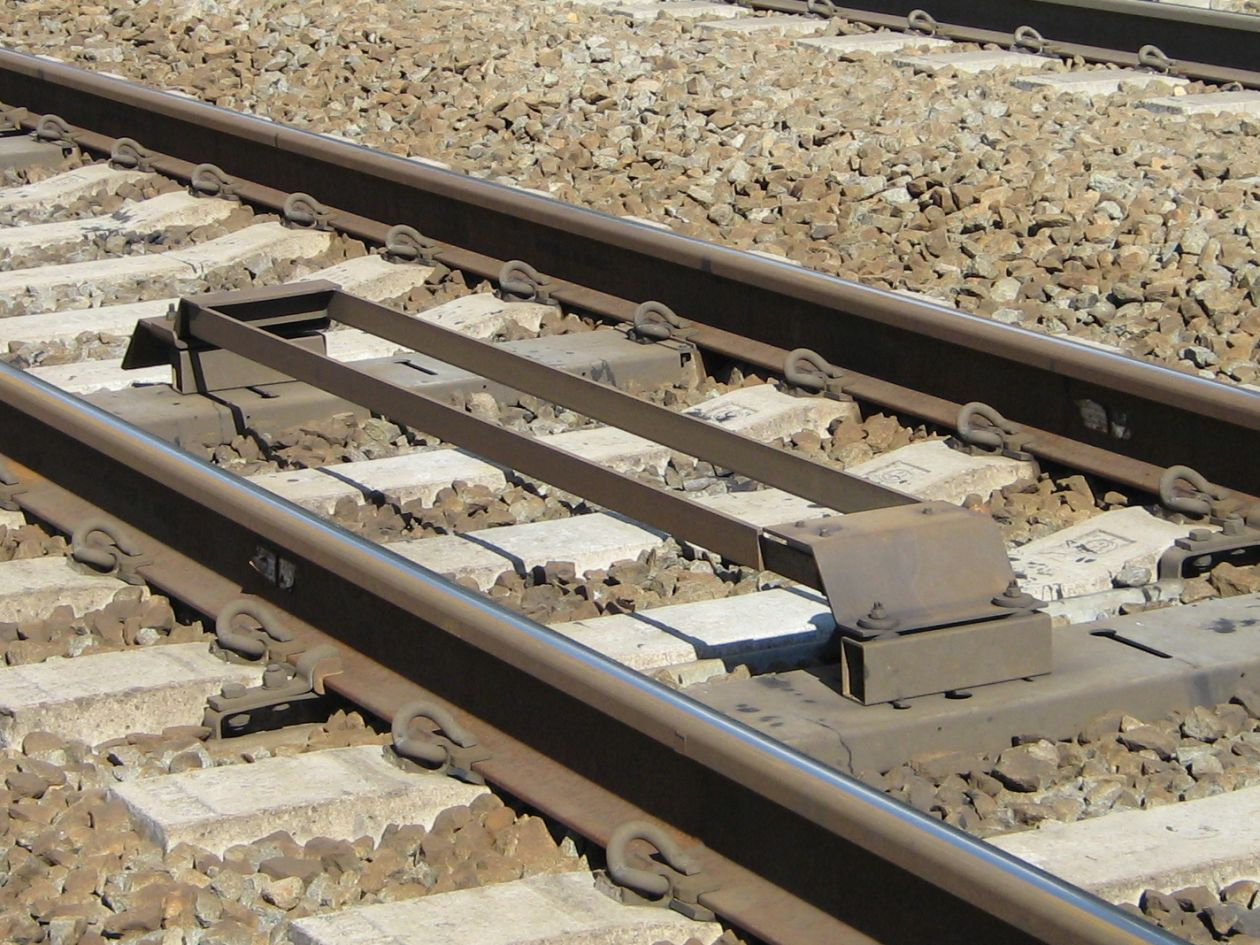
Una baliza TBL2 sur la L.2

Es el sistema de señalización de cabina de la línea 2 (Louvain-Ans). Se quería emplear también en las L.3 y L.4 pero la puesta en servicio del ERTMS se hizo obligatoria en todas instalaciones de línea nueva, siguiendo la directiva 96/48.
Se define como TBL 2 a la herramienta empotrada y como TBL 2 o 3 al dispositivo instalado en el suelo según que las informaciones procedan de una señal (real o ficticia) o desde un mando de un sitio informatizado.
Les balizas son más largas que en TBL1.
Las informaciones que proceden del suelo son:
- identificación de la baliza (del bucle),
- distancia libre garantizada,
- velocidad máxima permitida en el lugar,
- posible limitación de velocidad temporal,
- pendiente.

Además, las balizas técnicas transmiten la siguiente información:
- cambio de canal de radio (la conmutación se realiza automáticamente),
- acerca de zona a pasar con pantógrafo(s) bajado (bajo automatique en caso que el conductor se olvide),
- acerca de una zona a pasar con el interruptor abierto (corte de corriente, el sistema realiza automáticamente las operaciones)
- fin de zone TBL (precisa la aquiescencia del conductor ).

Cuando se sobrepasa la velocidad autorizada: 
- en 5 km/h, la luz de invitación a frenar se enciende con intermitencia, y suena un sonido tût largo, y eso hasta que la velocidad baja por debajo de la velocidad máxima autorizada en más de 5 km/h ;
- en 10 km/h, el sistema dispara el freno de emergencia.

#### Ejemplo de funcionamiento (ficticio)
| Affichage | Explication |
| --------- | --- |
|           | !velocidad plafond : velocidad máxima autorizada (más pequeña de la de la línea y la del tren); aquí son 160 km/h. Las pantallas encendidas son la de la vitesse-but (velocidad objetivo) (número 160) y el gráfico de barras de la vitesse instantanée autorisée (velocidad instantánea autorizada) (alrededor del indicador de velocidad).                                                                                               |
|           | Primera información : con el sonido bip, dada por antes para permitir al conductor realizar marche económica o de frenar con anticipación en case de falta de adherencia. Aquí reducción a 90 km/h en 2,7 km. Se nota el gráfico de barras encendido dedistance-but (distancia-objetivo) |
|           | Secunda información : con el sonido tût y de la luz fija al indicador invitación à frenar, indica que la velocidad instantánea autorizada va empezar a disminuir (curva de frenada). La originen de la zona a 90 km/h se ubique ahora a distancia de 900 metros. |
|           | Poco a poco, la velocidad autorizada instantánea va disminuido; aquí esta de 112 km/h, y quedan 300 metros para llegar a los 90 km/h. |
|           | Cuando la vitesse-but (velocidad-objetivo) esta intermitente, significa que una misión más restrictiva seguirá la actual. La '“aparición„ de la luz intermitente coincide con el sonido bip (primera información incluso si escondida). |
|           | Ahora se encuentra en la zona de 90 km/h. Si la velocidad-objetivo esta intermitente, no se podría ver esta pantalla pero la de una misión más restrictiva (menos de 90km/h en este caso). |
|           | Fin de zona de velocidad reducida: se puede seguir con la velocidad (160 km/h); el sistema toma en cuneta el largo que es el tren. Esta pantalla va con el sonido bip. |
|           | Primera información: esta vez, misión parada (velocidad-objetivo es cero). Al no ser suficiente el gráfico de barras de distancia-objetivo, la distancia se da en cifras en la pantalla a bajo: 4,9 km. |
|           | Al igual de la reducción a 90 km/h, una segunda información aparece, con el sonido tût y el enciende fijo de la luz de invitación a frenar. En siguiendo, la velocidad instantánea autorizada disminuyera progresivamente. |
|           | Cuando la velocidad instantánea autorizada llega al 15 km/h, o cuando esta distancia hasta el señal o marca imponen la parada inferior a 200 metros, la velocidad autorizada instantánea queda a 15 km/h, y dos luces rojas al bajo del gráfico de barras de distancia-objetivo se encienden en este mismo lugar: es la zona talon; esos dos leds rojos indican al conductor de “mirar fuera„ para acerca final del señal o marca cerrado. |
|           | en el caso de paso de una señal o marca permisivo, la misión "marche à vue" es indicada por el enciende de 9 rayas horizontales en la pantalla de velocidad-objetivo. La velocidad máxima autorizada de 40km/h no aparece al conductor. |

### TBL1+
Sistema de repetición de señales grosso-modo igual a las funciones del TBL 1 pero empleando informaciones que llegan de las eurobalizas; tiene una función STOP (freno de emergencia cuando pasa una señal de STOP ) así como un pequeño control de velocidad en ciertas condiciones. P.E. verifica que la velocidad del tren no sobrepase 40 km/h:
- a 300 metros antes de una señal de parada o abierto en avance lento;
- durante la circulación en avance lento.

Los botones-pulsadores Petit y Gran movimiento no están presentes; en lugar hay dos botones-poussoirs "V<40" (amarillo) y "V" (azul).
Más impulsos de crocodiles son igualmente empleados, como en TBL 1, pero solo ocurre en las zonas no-TBL 1+.
Su instalación se da en todas las líneas de la red y en todas las locomotores y tiene que completarse durante el año 2013.